# Michael Pfeifenberger
Michael Pfeifenberger (* 10. April 1965 in Zederhaus, Salzburg) ist ein österreichischer Regisseur und Drehbuchautor.

## Leben
Michael Pfeifenberger ist seit 1997 als freischaffender Filmemacher tätig. Sein erster Spielfilm Thanksgivin', die nachtblaue Stadt mit Hauptdarstellerin Marianne Sägebrecht erschien im Jahr 2000 und wurde in österreichischen und deutschen Kinos sowie auf internationalen Filmfestivals gezeigt. Sein Jugenddrama 011 Beograd – Survival in the city erschien 2003. In Israel drehte Michael Pfeifenberger als „filmmaker in residence“ der Ben-Gurion-Universität in Beʾer Scheva das Jugenddrama Chaltura – Leila & Lena. 2008 entstand Todespolka, ein von Produzent und Drehbuchautor Stephan Demmelbauer frei finanzierter Film unter der Regie Pfeifenbergers mit Hauptdarsteller Alexander Pschill. Der Film ist von den jüngeren Entwicklungen der österreichischen Politik inspiriert, ein Thriller über „Österreich unter einem Rechtsregime“. Todespolka erhielt den mexikanischen Filmpreis „Bronze Palm Award“. Ebenso 2008 wurde der in Indien, Mexiko und Österreich gedrehte und mehrfach preisgekrönte Filmessay Josef Winkler – Der Kinoleinwandgeher unter der Regie von Michael Pfeifenberger produziert.

## Filmografie
Kurzfilme:
- 1997: Stanley (A/D)
- 1998: That's all Johnny (A)
- 1999: Alles werden gut (A)
- 2007: Elses Song – Yerushalaim Shel Else (ISR/A)
- 2017: Leo - Witness the Shoah (ISR/A)

Spielfilme:
- 2000: Thanksgivin – Die nachtblaue Stadt (A/D) with Marianne Sägebrecht)
- 2003: 011 Beograd - Survival in The City (SERB/A)
- 2005: Chaltura – Leila & Lena (ISR/A)
- 2010: Todespolka - Polka Della Muerta (A)

Dokumentarfilme:
- 2008: Josef Winkler – Der Kinoleinwandgeher (A/MEX/IND)
- 2012: Call Me Jew (ISR/A)
- 2016: Desert Kids (A/ISR)
- 2016: Gideon – Fighter For Justice (A/ISR)
- 2019:  Micha Shagrir - The Linzer Candy Boy (A/ISR)
- 2021: Theresienklang - Die Überlebensgeschichte von Helga Pollak-Kinsky (A/CZ)
- 2023: Lilli (A)

Fernsehen:
- 2013: Geister, die sich scheiden: Richard Strauss und Kurt Weill (ORF/3SAT)
- 2005–2010: Tom Turbo (ORF TV Kids Serial)

## Auszeichnungen und Nominierungen
- Nominierung  Max Ophüls Preis „Alles werden gut“
- Nominierung  Max Ophüls Preis  „011-Beograd“
- Bronze Palm Award Mexico „Todespolka“
- Oberösterreichischer Filmpreis Gold, Publikumspreis „Todespolka“
- European Media Award for Aesthetic and Design „Josef Winkler – Der Kinoleinwandgeher“
- Prize for Best Adaption / Vila Nova de Famalicão / Portugal „Josef Winkler – Der Kinoleinwandgeher“
- Nominierung FIPA D´Or Biarritz / France,  „Josef Winkler – Der Kinoleinwandgeher“